# Jean-Baptiste Alban Imbert
Jean-Baptiste Alban Imbert ( – ) foi um médico francês radicado no Brasil.
Formado pela Faculdade de Montpellier, França, chegou no Brasil em 1831. Teve seu diploma reconhecido e confirmado pela Academia de Medicina do Rio de Janeiro. Foi o primeiro médico estrangeiro a revalidar seu diploma na Faculdade de Medicina do Rio de Janeiro (1834). Foi eleito membro titular da Academia Nacional de Medicina em 1835, com o número acadêmico 36, na presidência de Joaquim Cândido Soares de Meireles.